# Лункевич Сергій Олександрович
Сергій Олександрович Лункевич (рум. Serghei Lunchevici; 1934, Кишинев — 1995, там же) — молдавський , радянський диригент, композитор, актор, фольклорист. Народний артист СРСР (1976).

## Біографія
Сергій Лункевич народився 29 квітня 1934 року в Кишинів, в сім'ї водія трамвая і кондукторки. Перші уроки гри на скрипці отримав у музичного педагога Наума Ісааковича Віліка (1896-1942), учня Леопольда Ауера.
У 1941 році разом з батьками був висланий до Казахстану. Після Війни повернувся до Кишинів (батько залишався на поселенні).
До 1953 року навчався у музичній школі-десятирічці ім. Е. Кокі у Г. І.Гершфельда у Кишиневі. У 1957 рік закінчив Кишинівську консерваторію (нині Академія музики, театру та образотворчих мистецтв) за класом скрипки у Е. Унтерберга (починав навчання у І. Л. Дайліса), в 1958 ріку — за класом диригування та композиції у Б. С. Мілютіна.
У 1955—1957 ріках — скрипаль симфонічного оркестру Молдавської філармонії (нині Національна філармонія імені Сергія Лункевича).
З 1958 года — 1-й скрипаль, художній керівник та головний диригент оркестру народної музики Ансамблю пісні та танцю «Флуєраш» Молдавської філармонії, змінивши на цій посаді композитора Д. Г.Федова.
Гастролював із оркестром за кордоном у багатьох країнах світу.
Збирач молдавського фольклору, відомий як талановитий інтерпретатор молдавської народної музики. Його називали «останнім леутаром».
Йому належать твори та аранжування для оркестру народних інструментів (у тому числі п'єси «Туга цигана» (1962), «Инвиртита Гната» (1963), «Липканська сирба» (1965), «Пам'яті Віктора Хари» (1971), пісні, музика до фільмів.
Помер 15 серпня 1995 а в Кишиневі. Похований на Центральний (Вірменський) цвинтар. Бронзовий барельєф на могилі музиканта було зруйновано наприкінці 1990-х років. Згодом встановлено нову гранітну пам'ятку.

## Сім'я
- Перша дружина — Ізольда Борисівна Мілютіна (нар. 1932), молдавський та ізраїльський музикознавець. Доктор мистецтвознавства. Заслужений митець Молдови. Випускниця (1955) та викладач (з 1974 — завідувач кафедри композиції та музикознавства) Кишинівської консерваторії ім. Г. Музическу. Керівник відділу музикознавства АН Молдавської РСР. Автор альбому-монографії «Дойна» (Кишинев: Hyperion, 1990), спогадів «Між минулим і майбутнім» (Тель-Авів: Gutenberg, 2005). Живе в містечку Бат-Ям (Ізраїль)[2].
  - Старша дочка — Ірина Сергіївна Лункевич, піаністка, викладач Академії музики та танцю ім. Рубіна в Єрусалим.
    - Внучка — Дар'я Лункевич, живе в Єрусалимі.

  - Тесть — Борис Семенович Мілютін (1905—1993), молдавський диригент. Народний артист Молдавської РСР (1985). Випускник Ленінградська консерваторія Ленінградської консерваторії (1936). Диригент першого симфонічного оркестру Молдови в Тирасполі (1936), з 1940 і з 1945 ріка — в Кишиніве.
- Друга дружина — Ніна Іванівна Лункевич (урод. Йонашку), провідна програми ансамблю «Флуєраш»[3].
  - Молодша дочка — Ольга Сергіївна Лункевич, піаністка, загинула 17 квітня 2004 року в автокатастрофі.
    - Внук — Володимир Володимирович Лункевич, юрист, живе в Київе.
- Брат - Віктор Олександрович Лункевич, математик, доцент  Кишинівського політехнічного інституту.

## Нагороди та звання
- Заслужений діяч мистецтв Молдавської РСР (1959)
- Народний артист Молдавської РСР (1966)[4]
- Народний артист СРСР (1976)
- Державна премія Молдавської РСР (1967) — за концертну програму, присвячену 50-річчю Великої Жовтневої соціалістичної революції, та високу майстерність виконання сольних номерів цієї програми
- Два ордена Трудового Червоного Прапора (1960 і 1967)
- Орден Дружби Народів (1985)
- Орден Республіки (1993)

## Фільмографія

### Ролі в кіно
- 1967 — Маріанна — Ернст
- 1971 — Лаутари — Тома Алістар

### Композитор
- 1966 — Червоні галявини (совм. з І. Бурдіним)

## Пам'ять
- У 2003 році Молдавській філармонії було присвоєно ім'я Сергія Лункевича.
- У Кишиневі, на будинку по вулиці Штефан чол Маре, де жив С. Лункевич зі своєю родиною, прикріплений барельєф на згадку про нього.

## Публікації
- З. Лункевич. Щоб була схожа на тебе: Для змішаного хору без супроводу / Обробка для хору Вас. Мунтяна; Слова Є. Крімерман. - Кишинів: Тімпул, 1971. - 10 с.
- З. Лункевич. Схоже на тебе: Для духового оркестру / Оркестрування А. Доріна. Слова Є. Крімермана. - Кишинів: Тімпул, 1976. - 23 с.